# Drew Tal
Drew Tal (hébreu : דרור טולידאנו Dror Toledano, né le 7 octobre 1957) , est un artiste et un photographe vivant et travaillant à New York,. Son travail a été exposé à l'échelle mondiale et est inclus dans les collections permanentes de musées tels que le Norton Museum of Art et le New Britain Museum of American Art. Son travail est également en collections à l'École Internationale de New York, à la collection J. Steinbecker, aux collections Robbins, Foreman et Gallery Swanstrom, Ur Arts & Culture Inc, ainsi que la collection Cooper Gallery .

## Premières années
Drew Tal est né comme Dror Toledano le 7 octobre 1957 dans la ville côtière méditerranéenne de Haïfa, en Israël. Tal a fréquenté l'école élémentaire Geula (גאולה ספר בית (et ensuite Bosmat (ת"בסמ (Technion's Junior Technical College, étudiant en architecture, en génie et en design d'intérieur. Entre 1976 et 1979, Tal a servi dans les forces de défense israéliennes.

## Carrière
En 1981, Tal déménagé à New York et a travaillé dans le secteur de la mode, d'abord comme maquilleuse pour les photographes d'art finis (comme Kenn Duncan), puis en tant que manager et designer pour Lynda Joy Couture, où il a commencé sa mode -fotographie carrière.
Entre 1993 et 2005, Tal a travaillé comme photographe indépendant d'art, de mode et de fitness, de tournées éditoriales et de campagnes publicitaires pour de nombreux magazines de mode, maisons de mode, publications artistiques et sportives.
À partir de 2005, Tal s'est concentré sur son art et, depuis 2006, il a été représenté dans le monde entier par Emmanuel Fremin Gallery  et à Santa Fe par Carroll Turner Gallery, Santa Fe, NM et Mark Hachem Gallery, à Paris. Son travail a été exposé dans de nombreuses galeries d'art et de musées dans le monde entier, ainsi que dans des foires d'art à New York, The Hamptons, Miami, West Palm Beach, Santa Fe, Dallas, Chicago et de prestigieuses foires internationales d'art à Dubaï, à Hong Kong , Istanbul, Toronto et Singapour.
En 2013, sa série d'œuvres intitulée Worlds Apart a été présentée en solo au Rezan Has Museum à Istanbul, en Turquie pour la Biennale d'Istanbul,,. En 2015, Worlds Apart a été présenté en solo en Mark Hachem Gallery à Paris  et à La Maison de la Photographie à Lille, en France.
Tal considère l'être humain comme le sujet principal dans son travail qui tourne autour de la matière ethnique, en particulier les visages ethniques et les yeux.
Il vit et travaille à Manhattan et divise son temps entre New York, Miami Beach et Nice, en France.

## Galerie

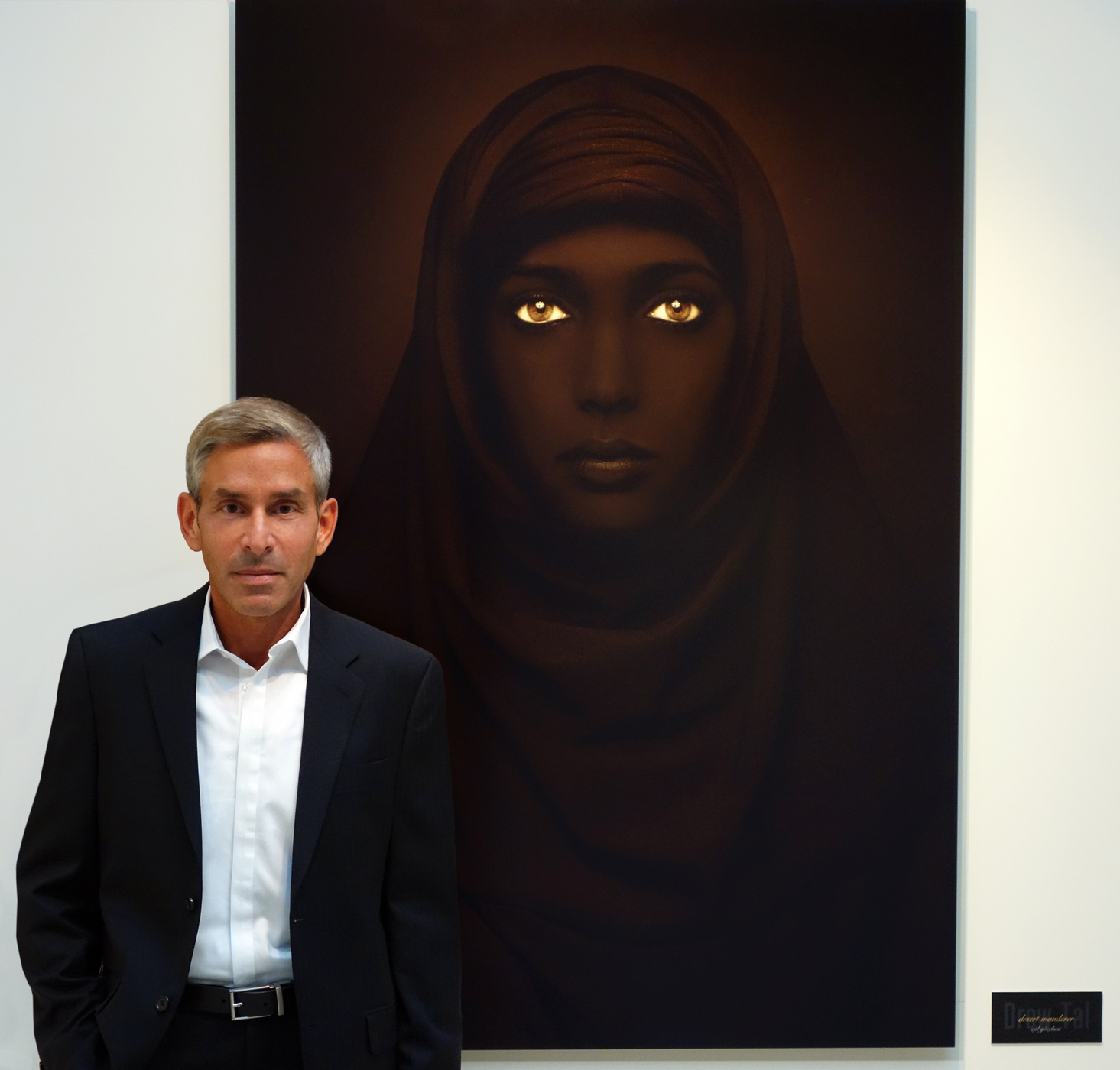
Tal exposant son travail intitulé Desert Wanderer à Rezan Has Museum à Istanbul Turquie pour la Biennale d'Istanbul
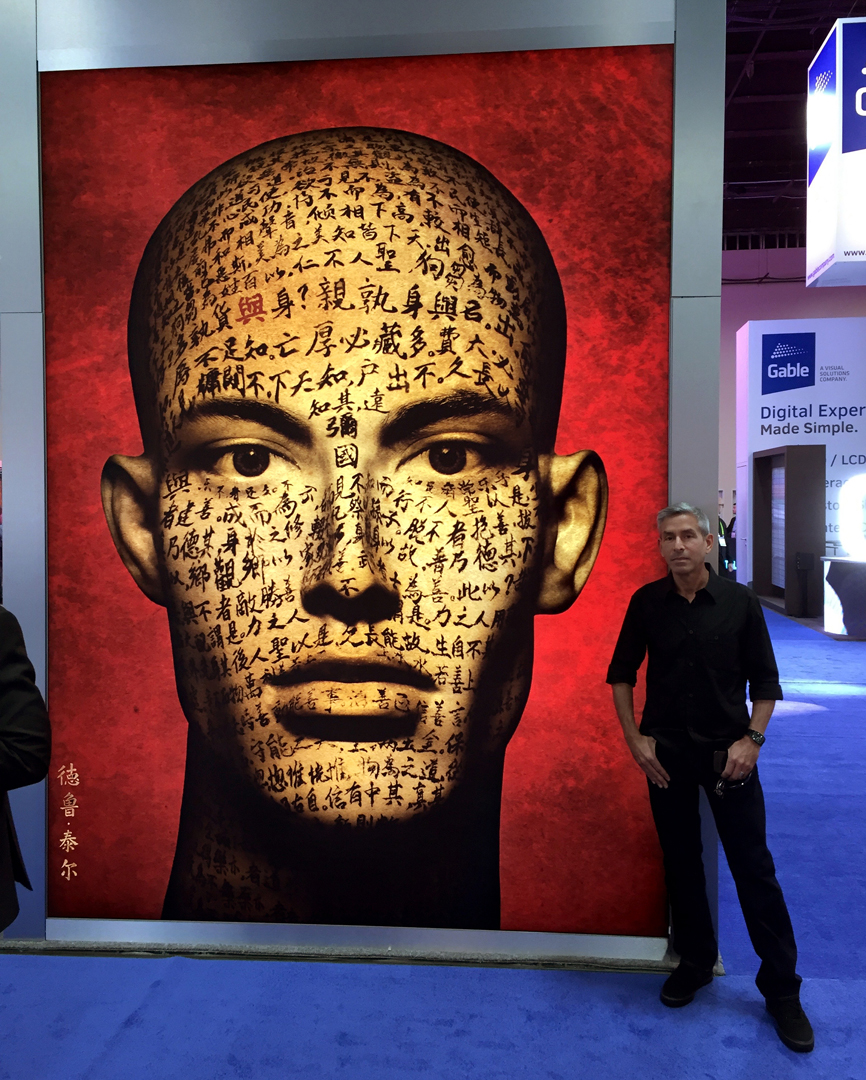
Tal exposant son travail intitulé FaceBook of Tao lors de la convention GlobalShop 2016 à Las Vegas
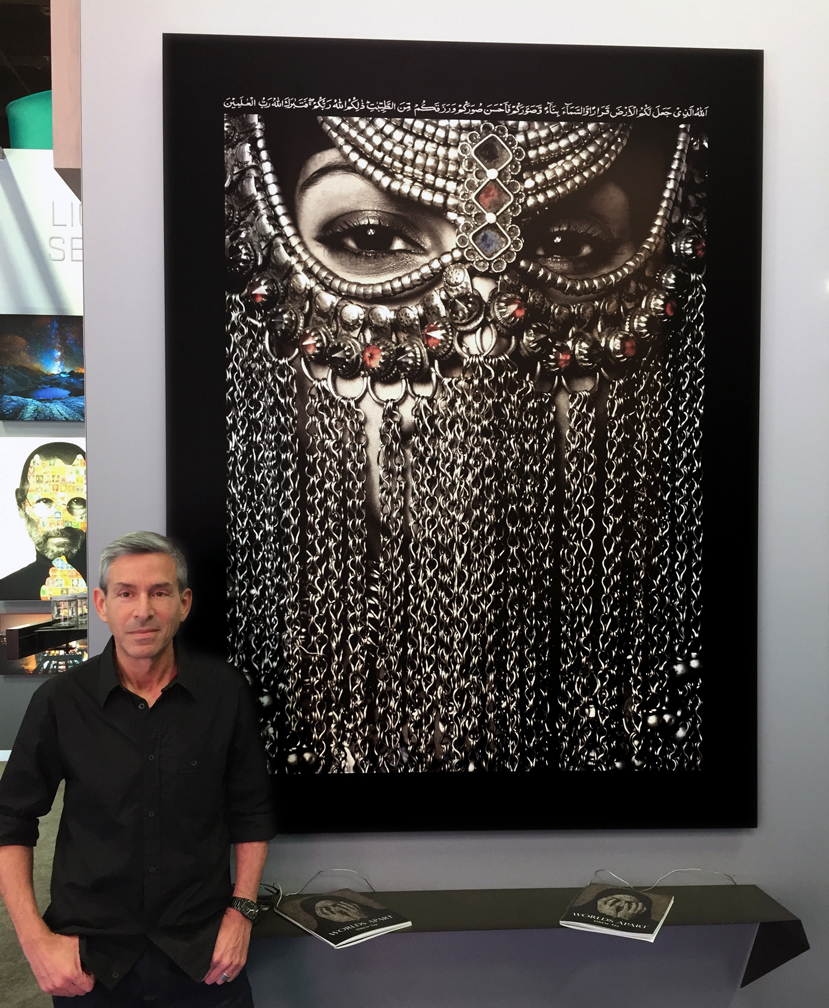
Tal exposant son travail intitulé Silence lors de la convention GlobalShop 2016 à Las Vegas